# Fernet Stock

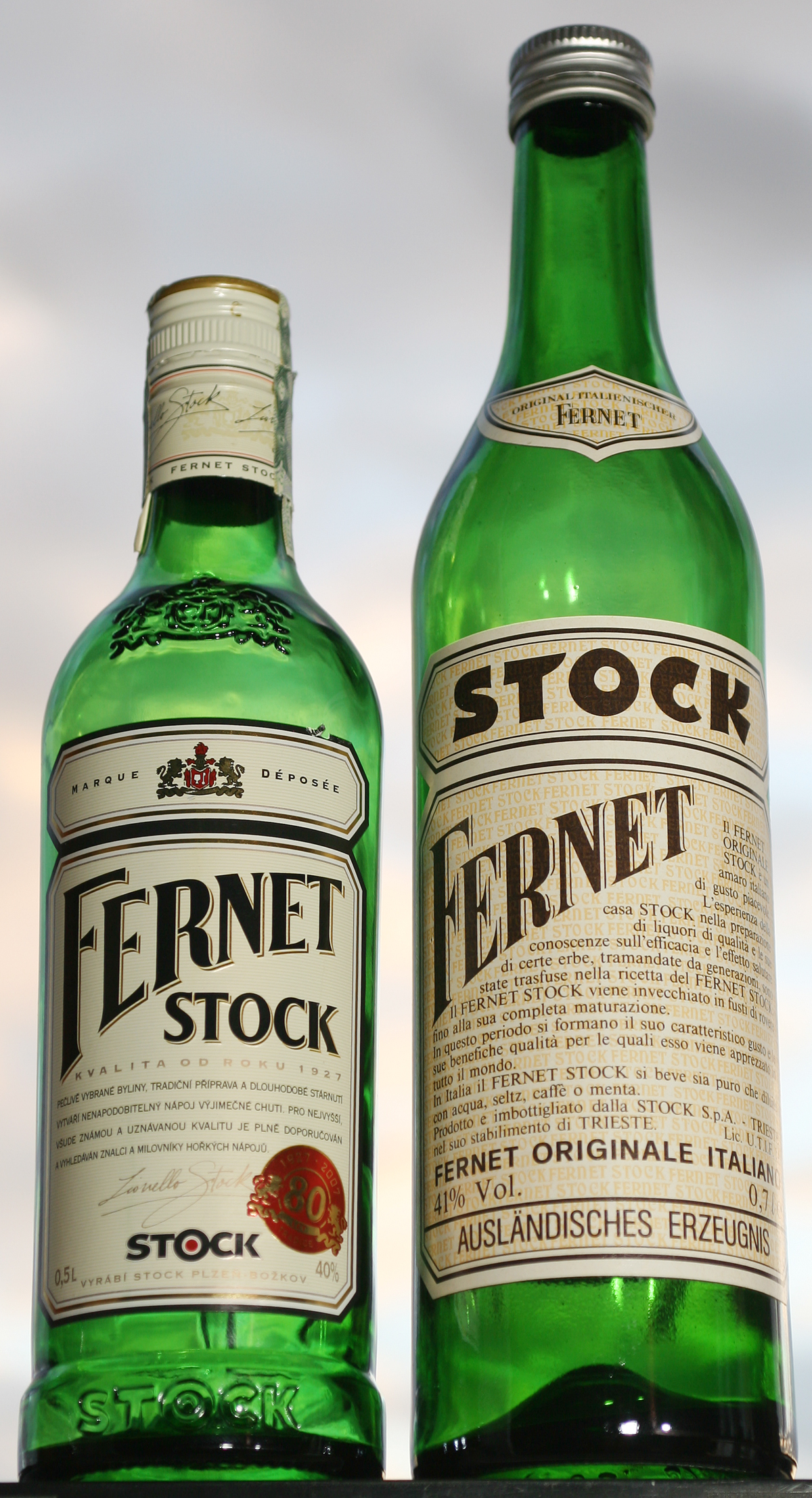
Variedades de Fernet Stock, licor producido en la República Checa y en Italia.

Fernet Stock o Stock es un licor o aguardiente aromatizado, color caramelo y gusto amargo ("bíter"), con un contenido en alcohol de 40 a 41 %, elaborado en Italia, Argentina y República Checa a partir de una mezcla de 14 hierbas diferentes originarias de los Alpes y del entorno mediterráneo. Una variante menos amarga y alcoholizada es comercializada desde 1997 con el nombre Fernet Stock Citrus.
El Stock fue inventado por la empresa Camis & Stock Company, fundada en 1884 por Lionello Stock en la ciudad italiana de Trieste, entonces parte del Imperio austrohúngaro y fabricado en la factoría de esta ciudad para su comercialización, a partir de 1927. La empresa fue objeto de varios procesos de nacionalización,  y durante la Segunda Guerra Mundial fue requisada por las autoridades en aplicación de las leyes antisemitas del régimen nacionalsocialista. La producción también se amplió a la fábrica de Plzeň-Božkov, en la República Checa, donde alcanzó gran difusión popular tras la Revolución de Terciopelo.